# Hopetoun Cup

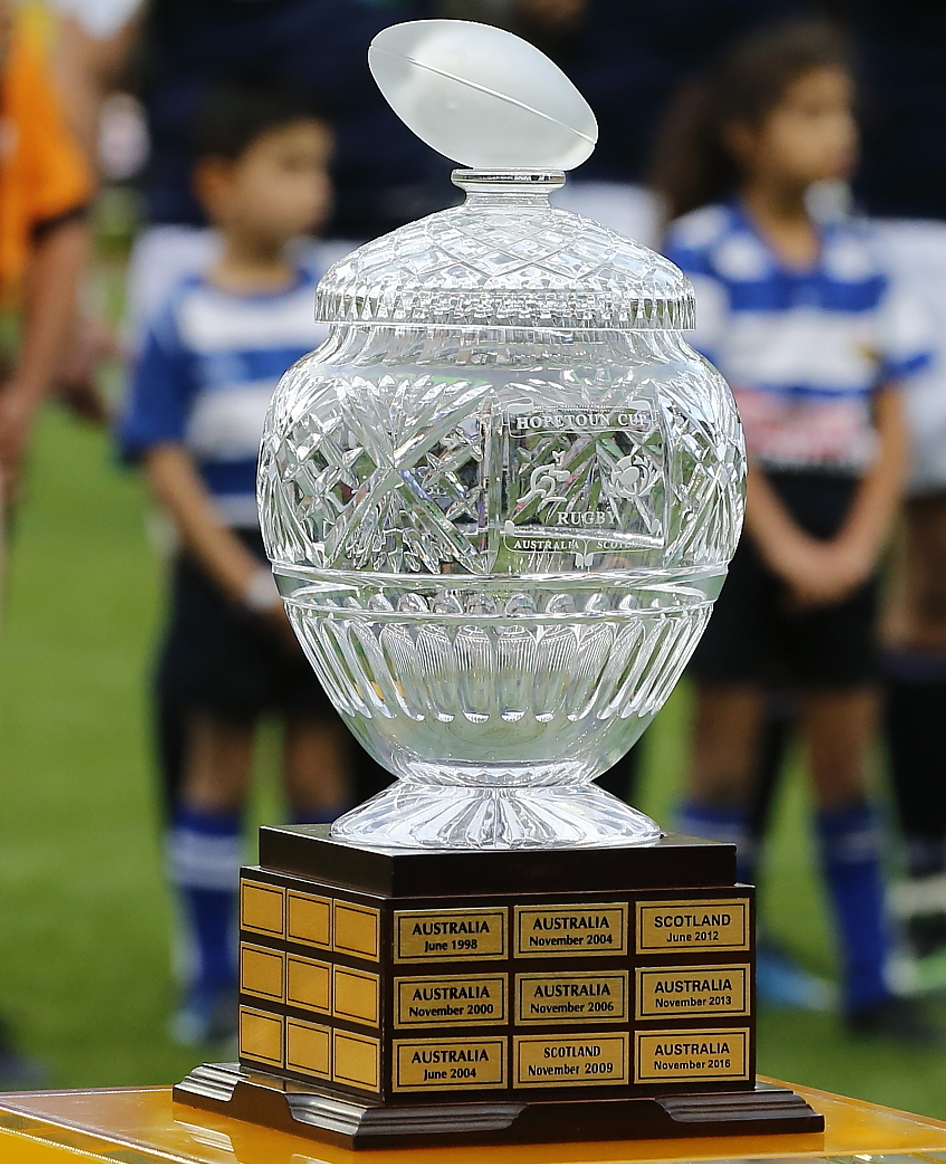

La Hopetoun Cup è un trofeo di rugby a 15 messo in palio tra Australia e Scozia.

Istituito nel 1998, dedicato a John Hope, Marchese di Linlithgow e primo Governatore generale dell'Australia. Il trofeo è stato commissionato alla Royal Doulton di Londra.

La prima edizione del trofeo si è svolta durante il tour della Scozia nel 1998, con l'Australia che è risultata vincitrice. I Wallabies hanno infatti vinto entrambe le partite disputate: la prima, il 13 giugno, per 45-3, la seconda, il 20 giugno, 33-11. 
Il trofeo è messo in palio ad ogni incontro (o ad ogni serie) tra le due nazionali tranne quando la partita viene disputata durante la Coppa del Mondo. In caso di parità il trofeo rimane alla nazionale campione uscente.

## Palmarès
| Anno | Città     | Risultato                | Vincitrice |
| ---- | --------- | ------------------------ | ---------- |
| 1998 | Sydney    | Australia — Scozia 45-3  | Australia  |
| 1998 | Brisbane  | Australia — Scozia 33-11 | Australia  |
| 2000 | Edimburgo | Scozia — Australia 9-30  | Australia  |
| 2004 | Melbourne | Australia — Scozia 35-15 | Australia  |
| 2004 | Sydney    | Australia — Scozia 34-13 | Australia  |
| 2004 | Edimburgo | Scozia — Australia 14-31 | Australia  |
| 2004 | Glasgow   | Scozia — Australia 17-31 | Australia  |
| 2006 | Edimburgo | Scozia — Australia 15-44 | Australia  |
| 2009 | Edimburgo | Scozia — Australia 9-8   | Scozia     |
| 2012 | Newcastle | Australia — Scozia 6-9   | Scozia     |
| 2013 | Edimburgo | Scozia — Australia 15-21 | Australia  |
| 2016 | Edimburgo | Scozia — Australia 22-23 | Australia  |
| 2017 | Sydney    | Australia — Scozia 19-24 | Scozia     |
| 2017 | Edimburgo | Scozia — Australia 53-24 | Scozia     |
| 2021 | Edimburgo | Scozia — Australia 15-13 | Scozia     |
| 2022 | Edimburgo | Scozia — Australia 15-16 | Australia  |

## Riepilogo vittorie
| Squadra   | Vittorie | Anno                                           |
| --------- | -------- | ---------------------------------------------- |
| Australia | 8        | 1998, 2000, 2004, 2004, 2006, 2013, 2016, 2022 |
| Scozia    | 5        | 2009, 2012, 2017, 2017, 2021                   |

## Statistiche
- Miglior serie:
  - Australia: 5 difese consecutive (1998 - 2006, assoluta)
  - Scozia: 3 difese consecutive (2017 - 2021)
- Vittorie con il maggiore scarto:
  - Australia: 42 punti (45-3, 13 giugno 1998, assoluta)
  - Scozia: 29 punti (53-24, 25 novembre 2017)
- Maggior numero di punti in un singolo incontro:
  - 77 punti (Scozia-Australia 53-24, 25 novembre 2017
- Minor numero di punti in un singolo incontro:
  - 15 punti (Australia-Scozia 6-9, 5 giugno 2012
- Vittoria esterna più recente:
  - Australia: Edimburgo, 29 novembre 2022, Scozia-Australia 15-16
  - Scozia: Sydney, 17 giugno 2017, Australia-Scozia 19-24